# Леваев, Лев Авнерович
Лев Авне́рович Лева́ев (ивр. לב לבייב‎, евт. Лев Авнерович Леваев / Lev Avneroviç Levayev; 30 июля 1956 года, Ташкент, Узбекская ССР, СССР) — израильский бизнесмен, филантроп и инвестор, еврей бухарского происхождения, известный как «бриллиантовый король».
Состояние Льва Леваева по состоянию на март 2018 года составляет $1,0 млрд, он занимается благотворительностью в интересах еврейских хасидов в Восточной Европе и Израиле. Начиная с 1990-х годов, Леваев избегал прямого участия в делах семьи Бориса Ельцина и поддерживал связи с Владимиром Путиным. Его инвестиции в добычу алмазов в Анголе и инвестиции в израильские поселения были объектом протестов. Видный член общины бухарских евреев, он является президентом Всемирного конгресса бухарских евреев.

## Биография
Лев Леваев родился 30 июля 1956 года в столице советского Узбекистана — Ташкенте, в семье бухарских (среднеазиатских) евреев, выходцев из Самарканда. Отца звали Авне́р (по другой версии — Анва́р), в память о котором Лев в дальнейшем создал учебную сеть «Ор Авнер». Мать звали Ха́на. В 1971 году, когда Льву Леваеву было 15 лет, он с семьёй репатриировался в Израиль и Лев пошёл учиться в иешиву Хабада в Кирьят-Малахи. После окончания военной службы в военном раввинате начал работать шлифовщиком алмазов на фабрике. Вскоре Лев сам овладел делом и открыл собственную компанию по шлифовке алмазов. Со временем его бизнес расширился, что привело к росту состояния предпринимателя. В 1980-е годы Лев приобретает акции компании «Африка-Исраэль» и становится членом её руководства. С 1997 Леваев — владелец и председатель Совета директоров компании. Он преобразует её в международную холдинговую и инвестиционную компанию, работающую в различных областях строительства и экономики. C 1 февраля 2008 компания «Африка-Исраэль» владеет компанией «Апогей-Металл» в России.
В 1990 после распада Советского Союза создаёт совместно с движением Хабад сеть еврейских школ в странах СНГ. Возглавляет объединение бухарских евреев.
Был руководителем Торговой палаты Израиль-СНГ.
Лауреат премии Федерации еврейских общин России «Человек года» (2003).
В конце 2010-х израильский мошенник Шимон Хают сменил имя на Саймон Леваев и называл себя «бриллиантовым принцем», сыном Льва Леваева, чтобы завлекать женщин с помощью приложения Tinder, а затем оставлять их с огромными долгами. В 2022 году Netflix выпустил документальный фильм, описывающий его историю, рассказанную некоторыми из его жертв.

## Личная жизнь
Женат, воспитывает девятерых детей. Леваев переехал в Хампстед, Лондон, со своей женой Ольгой, сыном Джошуа и их дочерью Рути в 2007 году. Будучи поклонником гольфа, Леваев также держит дом на пляжном курорте Понте-Ведра, Флорида. По состоянию на 2018 год Леваев живёт в России.
6 ноября 2018 года сын Льва Леваева, Зевулун, был арестован в Израиле по подозрению в незаконной контрабанде алмазов из России в Израиль через компанию LLD Diamonds.